# Schmelzgraben (Rudoltovice)
Schmelzgraben je jednou ze zaniklých německých osad patřících k zaniklé německé vesnici Rudoltovice (Rudelzau) v Oderských vrších ve vojenském újezdu Libavá v okrese Olomouc v Olomouckém kraji. Ruiny osady se nachází východně nad údolím a kaňonem Malý hub v lokalitě Olověný vrch, východně od Olověnského vrchu. Obyvatelé Schmelzgrabenu pracovali také v hornictví v období fungování blízké štoly František. V této štole se těžila olovnato-stříbrná ruda. Osada zanikla v období Československa s vysídlením německého obyvatelstva v roce 1946 a následným vznikem vojenského výcvikového prostoru Libavá. Protože se místo nachází ve vojenském prostoru, tak je bez povolení nepřístupné.

## Další informace
Obvykle jedenkrát ročně může být Schmelzgraben a jeho okolí přístupné během cykloturistické akce Bílý kámen.

## Galerie

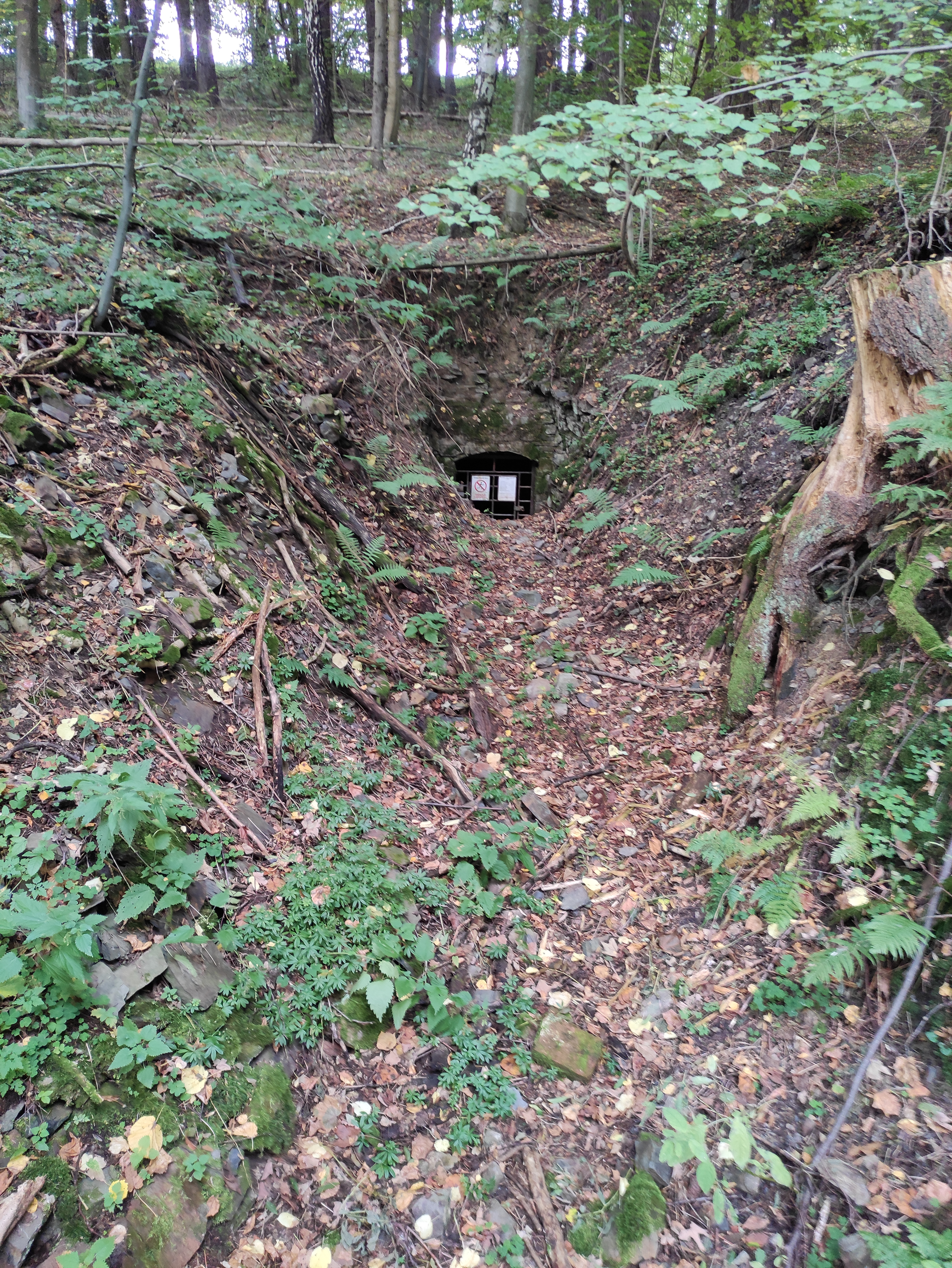
Štola František u Schmelzgrabenu
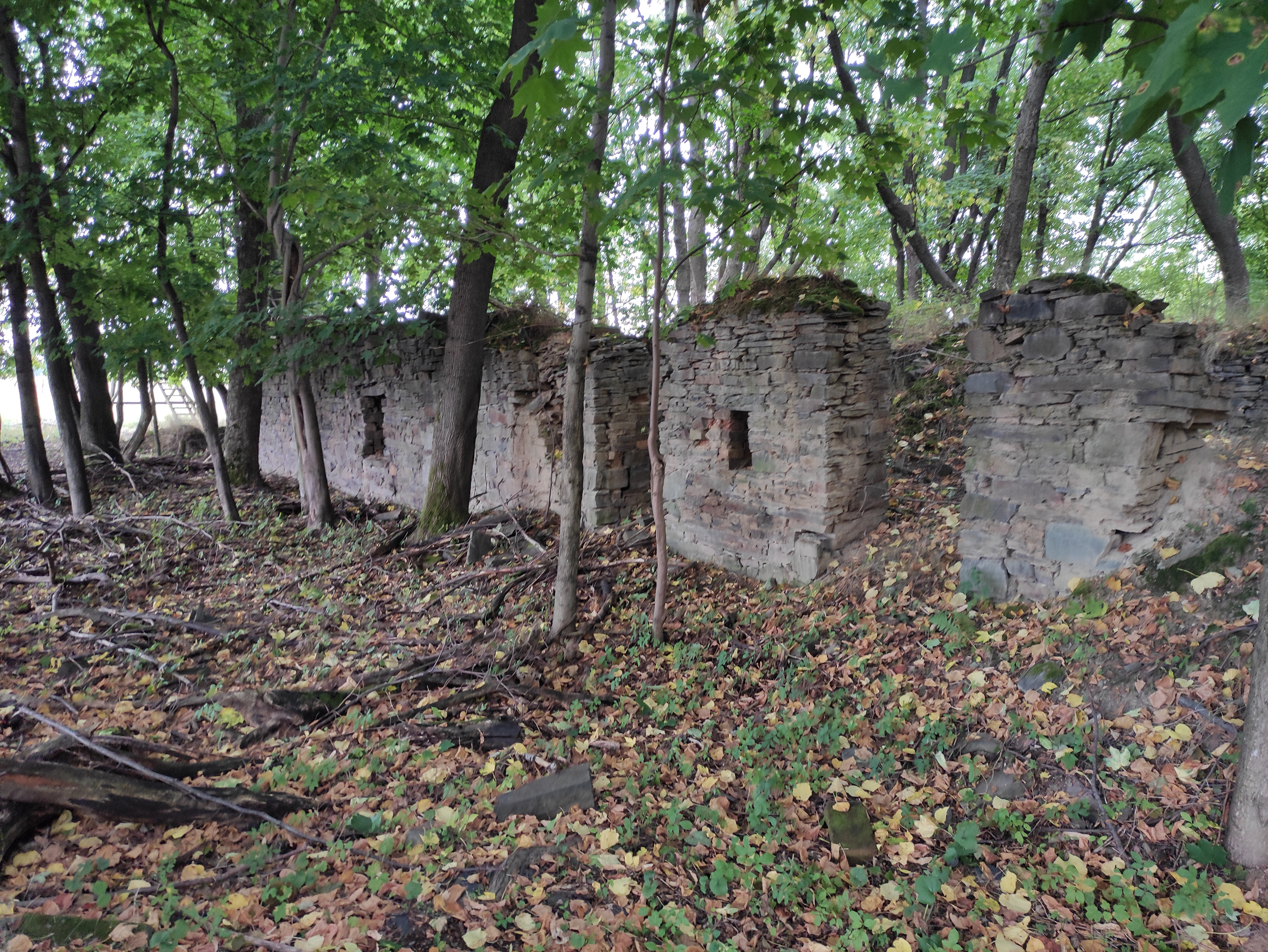
ruiny Schmelzgrabenu
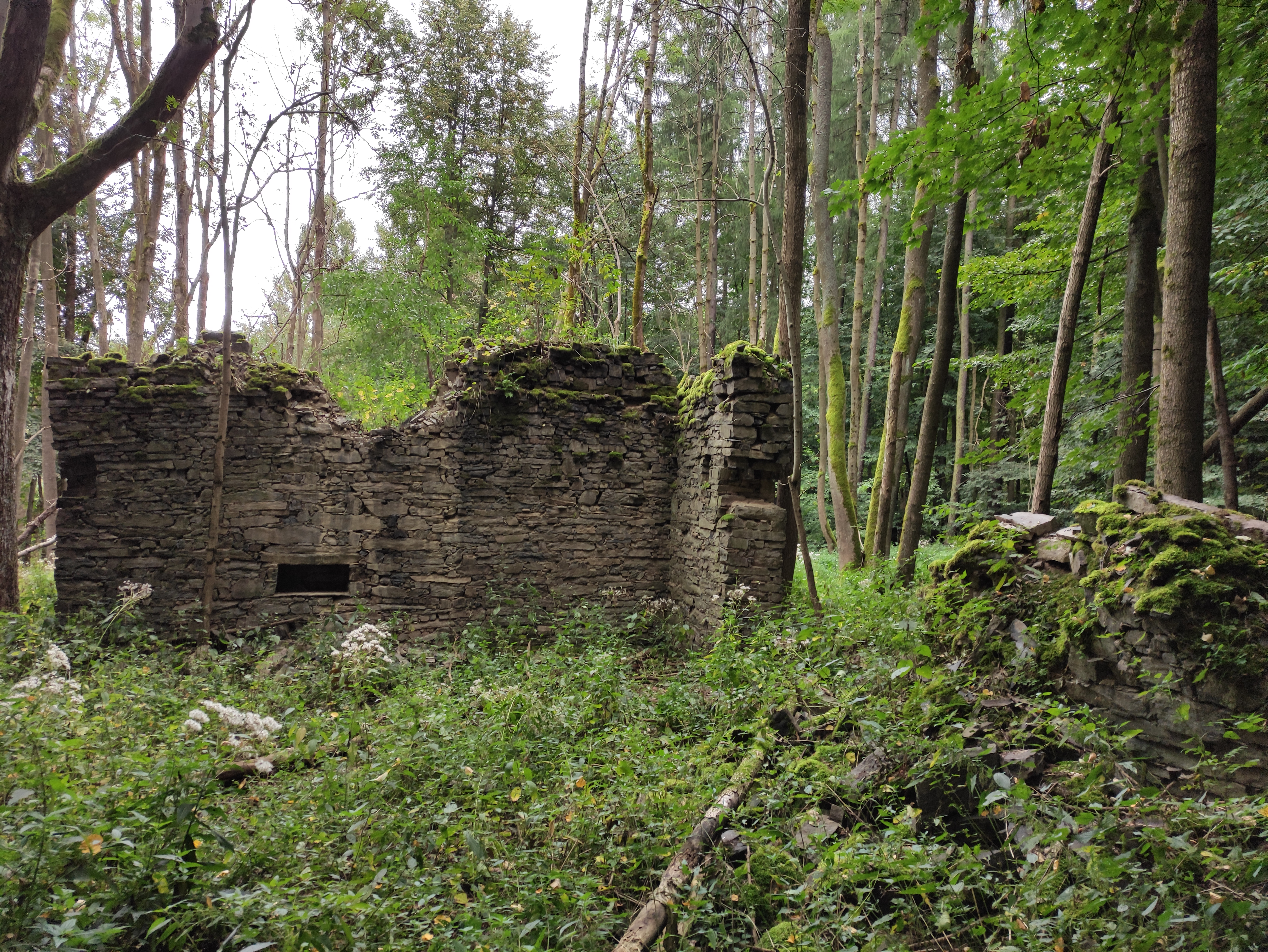
ruiny Schmelzgrabenu
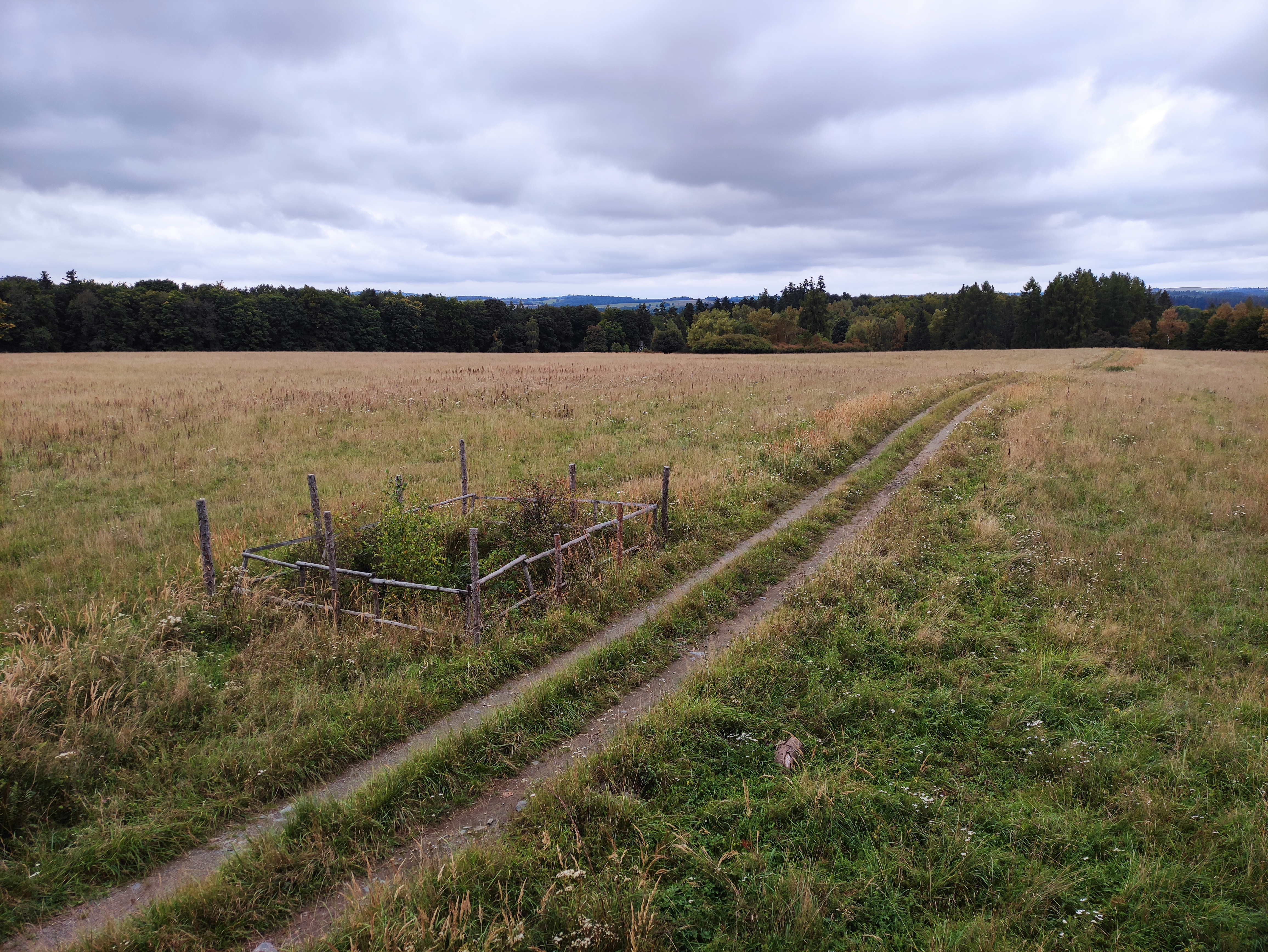
Polní cesta a louka u Schmelzgrabenu